# BG Leitershofen/Stadtbergen
Die BG Leitershofen/Stadtbergen ist ein Basketballverein im Raum Augsburg. Die BG ist ein Zusammenschluss zwischen den Basketballabteilungen des TSV Leitershofen und der TSG Stadtbergen. Benannt ist die Mannschaft seit Juli 2022 nach der Hessing Stiftung und trägt den Namen BG Hessing Leitershofen/Stadtbergen beziehungsweise Hessing Kangaroos. Der Spitzname der Herrenmannschaft lautete zuvor Red Kangaroos.

## Geschichte
1994 gingen die Basketballabteilungen des TSV Leitershofen und der TSG Stadtbergen eine Spielgemeinschaft ein. 1998 gelang der Aufstieg in die 1. Regionalliga Südost. In der Saison 2006/07 war die Mannschaft wieder in der 2. Regionalliga, als Meister der 2. Regionalliga Herren Süd stieg sie 2007 wieder in die 1. Regionalliga Südost auf, zur Meistermannschaft gehörten damals unter anderem der US-Amerikaner Kyle Kunkel (mit 22,8 Punkten/Spiel bester Korbschütze der BG), Maurice Stuckey und Felix Förster. 2010 führte Trainer Stefan Goschenhofer die BG zum Gewinn des Regionalliga-Meistertitels. auf dem Feld wurde die Mannschaft von zwei US-Amerikanern angeführt: Devin Uskoski erzielte im Laufe des Spieljahres 2009/10 im Schnitt 25,9 und Joshua Rudder 20,7 Punkte je Begegnung. Als Aufsteiger mischte die Mannschaft in der Saison 2010/11 auch in der 2. Bundesliga ProB vorne mit und errangen als Vizemeister das Teilnahmerecht für die zweithöchste deutsche Spielklasse, die 2. Bundesliga ProA. Goschenhofer wurde von der 2. Bundesliga als bester Trainer der ProB-Saison 2010/11 und Uskoski als bester Spieler ausgezeichnet. Weitere Leistungsträger der Aufstiegsmannschaft waren Spielführer Felix Förster, Jonathan Genck, Dominik Veney und der US-Amerikaner Michael Mathey.

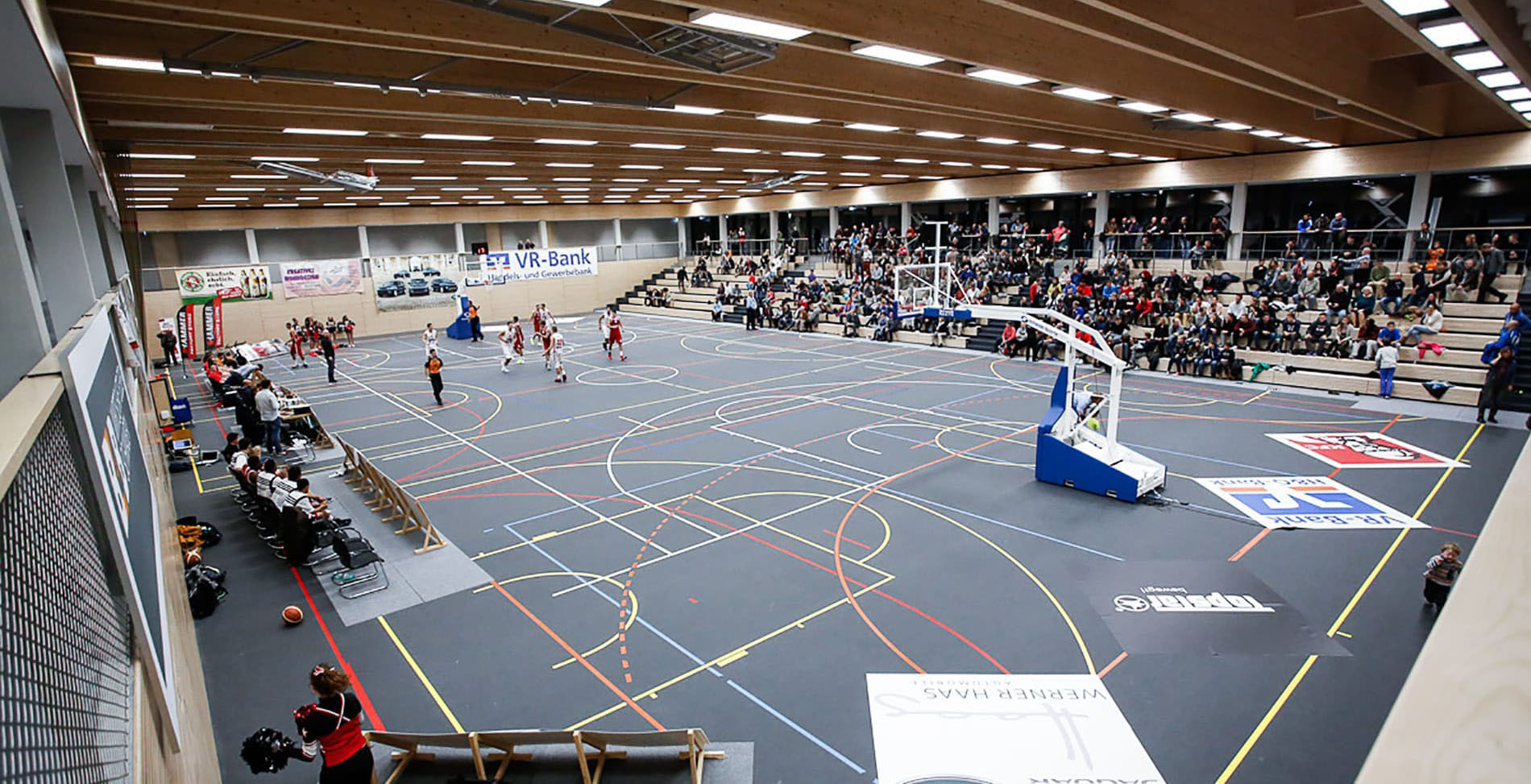
Ein Heimspiel in der Sporthalle Stadtbergen

Das ProA-Teilnahmerecht wurde wahrgenommen, und der Mannschaftsname im Sommer 2011 nach dem Einstieg des Unternehmens Topstar GmbH aus Langenneufnach in BG Topstar Leitershofen/Stadtbergen geändert. Verstärkt wurde das Aufgebot unter anderem durch die US-Amerikaner Skyler Bowlin, Corey Hassan und Logan Stutz. In der 2. Bundesliga ProA wurde der Klassenerhalt in der Saison 2011/12 verpasst. Mit 2000 Zuschauern im Heimspiel gegen die Saar-Pfalz Braves in der Sporthalle Augsburg stellte die Mannschaft in der Schlussphase des Spieljahres ihre Saisonbestmarke auf.
2012 wurde der Spielbetrieb der ersten Herrenmannschaft in die Kangaroos Basketball GmbH ausgegliedert, gebildet von knapp 30 Vereinsmitgliedern als Gesellschafter. In der Saison 2012/13 spielte die BG in Folge des Abstiegs aus der zweithöchsten Liga wieder in der drittklassigen 2. Bundesliga ProB. An die Erfolge der Vorjahre konnte nicht angeknüpft werden. 2014 stieg die Mannschaft in die 1. Regionalliga ab. 2022 gelang mit dem Gewinn des Meistertitels in der 1. Regionalliga Südost die Rückkehr in die 2. Bundesliga ProB. Mit Dominik Veney beendete ein langjähriger Leistungsträger mit diesem Erfolg seine Leistungssportlaufbahn.
Im Juli 2022 wurde der Name der Herrenmannschaft geändert. Der Zusatz des Geldgebers Topstar GmbH verschwand und wurde durch den Namen der Hessing Stiftung (BG Hessing Leitershofen/Stadtbergen) ersetzt. Im Sommer 2024 wurden die Siegmund-Gruppe aus Oberottmarshausen, Wayne Pittman und Nationalspieler Jan Niklas Wimberg Gesellschafter der Betriebsgesellschaft Kangaroos Basketball GmbH. Pittman und Wimberg übernahmen die Aufgaben der geschäftsführenden Gesellschafter.
Die Hauptrunde der Saison 2024/25 schloss die Mannschaft als Tabellenführer der ProB-Süd ab, schied anschließend jedoch im Achtelfinale 0:2 gegen den Achten der Nordgruppe (Essen) aus. Zur Saison 2025/26 bewarb sich die BG vergeblich um eine Wildcard für die ProA.

### Bisherige Trainer der Herrenmannschaft (bis 1995 des TSV Leitershofen)
- Hubert W. Moser (1980–1985)
- Heiner Götz (1985/86)
- Manfred Kersten (1986–1988)
- Georg Schneider (1988/89)
- Andres Santiago (1989–1995)
- Richard Behnisch (1995/96)
- Stefan Bürker (1996–1999)
- Alexander Kuhn (1999–2001)
- Stefan Bürker (2001/02)
- Christian Ohler (2002–2004)
- Rüdiger Wichote (2004–2006)
- Stefan Goschenhofer (2006 – 12/2007)[19]
- Christian Ohler (2008)
- Stefan Goschenhofer (2008 – 12/2013)[20]
- Adnan Badnjevic (12/2013– 12/2016)[21]
- Stefan Goschenhofer (12/2016[22] - 04/2017)[23]
- Ian Chadwick (04/2017 – 2019)
- Nenad Bekić (2019)[24]
- Emanuel Richter (seit 12/2019)

Quelle (Trainer bis 2009): Unsere Trainer der ersten Herrenmannschaft. In: Jump. Saisonmagazin der BG Leitershofen/Stadtbergen, 2009

## Kader der ProB-Herrenmannschaft, Saison 2025/26
| Nr. | Nat.               | Name              | Geburt     | Größe  | Gewicht | Letzter Verein                   |
| --- | ------------------ | ----------------- | ---------- | ------ | ------- | -------------------------------- |
|     | Deutschland        | Ferenc Gille      | 10.08.1998 | 203 cm | 95 kg   | Dragons Rhöndorf                 |
|     | Deutschland        | Jannik Westermeir | 22.07.2002 | 189 cm | 80 kg   | TSV Meitingen                    |
|     | Deutschland        | Tom Alte          | 27.01.1995 | 207 cm | 95 kg   | VfL SparkassenStars Bochum       |
|     | Jamaika            | Brian Dawson      | 22.05.1999 | 187 cm | 94 kg   | ETB Miners Essen                 |
|     | Deutschland        | Tristan Göbel     | 13.03.2004 | 192 cm | 86 kg   | BBG Herford                      |
|     | Deutschland        | Connor Anderson   | 09.11.2005 | 195 cm | 65 kg   | Ratiopharm Ulm                   |
|     | Deutschland        | Clint Hamann      | 15.01.2003 | 211 cm | 104 kg  | Rostock Seawolves                |
|     | Deutschland        | Brendan Gregori   | 09.11.2004 | 186 cm | 80 kg   | Niners Chemnitz                  |
|     | Vereinigte Staaten | Zion Richardson   | 23.01.2001 | 193 cm | 95 kg   | Cal State Fullerton Titans (USA) |

| Nat. | Name            | Amt              | Letzter Verein |
| ---- | --------------- | ---------------- | -------------- |
|      | Emanuel Richter | Cheftrainer      |                |
|      | Martin Jankov   | Assistenztrainer |                |
|      |                 |                  |                |

Zugänge: Tom Alte (VfL Sparkassen Stars Bochum), Brian Dawson (ETB Miners Essen), Tristan Göbel (BBG Herford), Connor Anderson (Ratiopharm Ulm), Clint Hamann (Rostock Seawolves), Brendan Gregori (Niners Chemnitz), Zion Richardson (Cal State Fullerton Titans)
Abgänge: Noel Duarte (TSG Reutlingen), Ole Theiss (BBC Coburg), Asa Williams (RheinStars Köln), Chris Hinckson (Ziel unbekannt), Elias Marei (Ziel unbekannt), Dragos Diculescu (Ziel unbekannt), Tin Udovicic (Ziel unbekannt), Bastian März (Ziel unbekannt), Olivier Borgol (Ziel unbekannt), Andreas Finsinger (Gladiators Trier)

## Kader der ProB-Herrenmannschaft, Saison 2024/25
| Nr. | Nat.               | Name                       | Geburt      | Größe  | Letzter Verein                         |
| --- | ------------------ | -------------------------- | ----------- | ------ | -------------------------------------- |
| #1  | Vereinigte Staaten | Asa Nathaniel Williams     | 15.09.1999  | 198 cm | Montana Tech University (USA)          |
| #2  | Deutschland        | Benjamin Kuprat            | 23.06.2004  | 185 cm | BG Leitershofen/Stadtbergen            |
| #3  | Deutschland        | Elias Marei                | 08.04.2004  | 200 cm | Iserlohn Kangaroos                     |
| #7  | Deutschland        | Noel Tomas Duarte          | 11.08.2001  | 188 cm | TSG Solcom Ravens Reutlingen           |
| #9  | Deutschland        | Benjamin Heinrich          | 07.11.2002  | 189 cm | BG Leitershofen/Stadtbergen            |
| #11 | Deutschland        | Ference Gille              | 10.08.1998  | 203 cm | Dragons Rhöndorf                       |
| #12 | Guyana             | Christian Matthew Hinckson | 16.12.1999  | 202 cm | Starlites Naxxar Basketball Club (MLT) |
| #13 | Deutschland        | Dominik Heinrich           | 26.02.2005  | 200 cm | BG Leitershofen/Stadtbergen 2          |
| #15 | Deutschland        | Jannik Westermeir          | 22.07.2002  | 189 cm | TSV Meitingen                          |
| #21 | Deutschland        | Bastian März               | 18.08.2001  | 190 cm | Oregon Institute of Technology (USA)   |
| #22 | Deutschland        | Olivier Borgol             | 22.07.2002  | 203 cm | Our Lady of the Lake University (USA)  |
| #27 | Deutschland        | Ole Theiss                 | 06.11.2002  | 208 cm | Sunkings Saarlouis                     |
| #31 | Rumänien           | Dragos-Andrej Diculescu    | 28.08.1999  | 196 cm | Hamar Hveragerði (ISL)                 |
| #44 | Deutschland        | Tin Udovicic               | 20.0.8.2005 | 190 cm | MTSV Schwabing / IBAM                  |

| Nat.            | Name                | Amt                | Letzter Verein                |
| --------------- | ------------------- | ------------------ | ----------------------------- |
| /               | Emanuel Richter     | Cheftrainer        | /                             |
| Mazedonien 1995 | Martin Jankov       | Assistenztrainer   | BG Leitershofen/Stadtbergen 2 |
| Deutschland     | Andreas Finsinger   | Athletiktrainer    | /                             |
| Deutschland     | Stefan Goschenhofer | Sportlicher Leiter | BG Leitershofen/Stadtbergen   |

## Weitere Mannschaften und Jugendarbeit
Am Spielbetrieb nehmen augenblicklich auch die 2. Herrenmannschaft in der 2. Regionalliga Süd teil sowie eine dritte Herrenmannschaft, eine Ü40-Mannschaft (schwäbischer Abonnementmeister) sowie die Hobby-Truppe.
Der Verein hat mehrere Jugendmannschaften. Alle Altersklassen von der U10 bis zur U18 sind besetzt, die Teams konnten mehrere schwäbische Meisterschaften einfahren und sich für weiterführende Turniere qualifizieren.
2017 rief der Verein gemeinsam mit dem TSV Schwaben Augsburg das Jugendleistungssportprojekt Baramundi-Basketball-Akademie Augsburg ins Leben, welches sowohl eine Mannschaft in der U16-Bundesliga (JBBL) als auch eine Mannschaft in der U14-Bayernliga unterhält.

## Führung
Leiter der Basketballabteilung des TSV Leitershofen ist Andres Santiago und der TSG Stadtbergen Hans Kiesling. Geschäftsführer der Kangaroos Basketball GmbH sind Wayne Chico Pittman und Jan Niklas Wimberg.

## Mannschaften im Spielbetrieb
- Herren 1 (2. Bundesliga ProB)
- Herren 2
- Herren 3
- Ü40
- U18
- U16
- U14
- U12
- U10